# Славище
Славище или Славищко поле, често членувано Славището (на македонска литературна норма: Славиште) е котловина и историко-географска област в крайната североизточна част на Северна Македония.

## Обхват
Областта обхваща средното течение на река Крива река между планините Герман от север и Осоговска от юг. На изток Славището граничи през Деве баир с областта Каменица в България, а на запад с областта Средорек.
В Славището влизат около 30 села от общините Ранковце, Крива паланка и Кратово.

## История

### Етимология
Според академик Иван Дуриданов първоначалната форма *Славишти е патроним < -itji от личното име Слав (съкратено от Славо-мир, Добро-слав и прочие) и тъй като патронимичните имена в множествено число не са подходящи за местности, Дуриданов предполага, че Славишти, тоест „Славовци“, е означавало първоначално заселището на голям род с обширни владения и оттам е преминало върху съответната местност.

### Средновековие
В грамота на император Василий II Българоубиец от 1019 година се споменава τὸν Κοζιάκον καὶ τὴν Σλαβίστην. В 1321 година грамота на крал Стефан II Милутин споменава и по Славиштоу. В 1683 година в дневника на патриарх Арсений III Черноевич се споменава въ Славишткωм полю.

## Носия
Женската носия в Славището носи характерните белези на шопските носии – равно скроена бяла платнена кошуля и шаяк от черна клашня, дълъг до под колената, с къси ръкави, украсен на гърдите и на ръкавите с апликации от вълнени гайтани и сърма. Поясът е от вълнено и конопено пругасто – шарена тъкан, а скутът, наричан „скутача“, е декориран с всички шарки, между които има и китки од сърмени конци. Зимно и празнично облекло е безръкавно джубе, дълго до колената, от черна клашня, с украси от гайтани и сърма.

## Други
На Славището е наречена улица в кварталите „Лозенец“ и „Южен парк“ в София (Карта).